# 양산 도시철도
양산 도시철도(梁山 都市鐵道, 또는 부산 도시철도 양산선)는 부산광역시 금정구 노포동의 노포역에서 경상남도 양산시 북정동 북정역을 잇는 부산 도시철도 노선이다. 본래는 노포-북정선으로 추진됐다.
부산 도시철도 2호선 양산중앙역 연장 사업을 포함하며, 대한민국에 최초로 건설되는 단선 도시철도 노선이다. 
운행 차량은 부산 도시철도 4호선의 4000호대 전동차와 동일한 K-AGT 차량을 사용하지만, 6량 1편성인 4호선과 달리 양산 도시철도는 2량 1편성이다. 차량기지는 경상남도 양산시 동면 석산리에 건설된다. 노선색은 ●민트색으로 결정됐다.

## 연혁
- 2015년 3월 10일: 국토교통부에서 이 노선의 기본 계획을 확정고시했다.[3]
- 2018년 3월 28일: 오후2시에 양산종합운동장 주차장에서 양산도시철도 기공식을 열었다.[2][4]
- 2024년 9월 30일: 총 사업공정은 81.68%로 계획공정률 82.77%와 실적대비 99%, 토목공사 공정률은 계획과 실적 대비 1공구 98%, 2공구 113%, 3공구 98%, 4공구 100%를 달성하며 공사를 이어 가는 중이다.

2024년 12월 5일 양산선 전구간 역명이 확정됐다.
https://n.news.naver.com/mnews/article/658/0000090265
- 양산도시철도 2025년 5월 8일부터 차량반입및 시운전한뒤 2026년 하반기에 개통된 예정이다.

## 역 목록
| 역 번호 | 역명                 | 로마자 역명                     | 한자 역명            | 접속 노선             | 역간 거리 | 영업 거리 | 소재지     | 소재지 |
| ------- | -------------------- | ------------------------------- | -------------------- | --------------------- | --------- | --------- | ---------- | ------ |
| 101     | 노포(종합버스터미널) | Nopo(General Bus Terminal)      | 老圃                 | ● 부산 도시철도 1호선 | -         | 0.0       | 부산광역시 | 금정구 |
| 102     | 사송                 | Sasong                          | 沙松                 |                       |           |           | 경상남도   | 양산시 |
| 103     | 내송                 | Naesong                         | 內松                 |                       |           |           | 경상남도   | 양산시 |
| 104     | 양산시청             | Yangsan City Hall               | 梁山市廳             |                       |           |           | 경상남도   | 양산시 |
| 105     | 양산중앙(종합운동장) | Yangsan Jungang(Sports Complex) | 梁山中央(綜合運動場) | ● 부산 도시철도 2호선 |           |           | 경상남도   | 양산시 |
| 106     | 신기                 | Singi                           | 新基                 |                       |           |           | 경상남도   | 양산시 |
| 107     | 북정                 | Bukjeong                        | 北亭                 |                       |           |           | 경상남도   | 양산시 |

## 같이 보기
- 부산 도시철도
- 경전철
- 신교통 시스템